# Jean-Nicolas Curély
Jean-Nicolas Curély, seltener Jean Nicolas Curély (* 26. Mai 1774 in Avillers-Sainte-Crox; † 19. November 1827 in Jaulny) war ein französischer Général de brigade der Kavallerie. 

## Leben
Mit 19 Jahren trat Curély am 5. August 1793 in die Armee ein. Bereits im darauffolgenden Jahr wurde er zur Rheinarmee versetzt. Er kämpfte in den Revolutionskriegen und konnte sich mehrmals durch Tapferkeit auszeichnen. Schon früh wurde er zum Parteigänger Napoleons. 
Nach mehreren Beförderungen bekam Curély ein eigenes Kommando unter Führung von Marschall Auguste Frédéric Louis Viesse de Marmont und kämpfte erfolgreich bei Mariazell (8. November 1805) und Wagram (5./6. Juli 1809). Bereits im April 1809 wurde er zum Aide-de-camp von General Pierre David de Colbert-Chabanais ernannt. 
Im Rang eines Colonel kämpfte er in den Napoleonischen Kriegen in Spanien, so in der Schlacht bei Altafulla (24. Januar 1812) und der Belagerungen von Ciudad Rodrigo (Januar 1812) und Badajoz (März/April 1812). 
Curély nahm am Russlandfeldzug 1812 teil. Er kämpfte bei Kljastizy (29./30. Juli 1812) und zweimal vor Polozk (17./18. August 1812) und (18./20. Oktober 1812). Die Schlacht an der Beresina (26./28. November 1812) überstand er ebenfalls unverletzt und kam wieder zurück nach Frankreich. 
Als Général de brigade kämpfte er bei Château-Thierry (12. Februar 1814), Arcis-sur-Aube (20./21. März 1814) und Paris (30. März 1814). Nach der Abdankung Napoleons (→Vertrag von Fontainebleau) behielt Curély seine Ämter, da er sich den Bourbonen anschloss. 
Als Napoleon die Insel Elba verließ und dessen „Herrschaft der Hundert Tage“ begannen, wechselte Curély sofort wieder die Seiten. Im Stab Napoleons kämpfte er in der Schlacht bei Waterloo (18. Juni 1815). Im Rang eines (jetzt wieder königlichen) Maréchal de camp wurde er noch im selben Jahr freigestellt und 1824 in den endgültigen Ruhestand verabschiedet. 
Jean-Nicolas Curély ließ sich in Jaulny nieder. Er starb am 19. November 1827 im Alter von 53 Jahren und fand dort auch seine letzte Ruhestätte. Sein Grab ist heute noch nahe der Schlossmauer in Jaulny zu besichtigen.

## Ehrungen
- 14. Mai 1806 Chevalier der Ehrenlegion
- 1815 Ordre royal et militaire de Saint-Louis
- Sein Name findet sich am nördlichen Pfeiler (9. Spalte) des Triumphbogens am Place Charles-de-Gaulle (Paris).
- Die Rue Général Curély in Nesles-la-Montagne (Département Aisne) wurde nach ihm benannt.